# Chiesa di Sant'Anna a Capuana
La chiesa di Sant'Anna a Capuana è un edificio sacro di Napoli, ubicato a margine dell'omonima piazza.

## Storia e descrizione
La chiesa è nata nel XVI secolo presso porta Capuana come piccola cappella dei frati del convento di San Francesco di Paola. La struttura religiosa ha raggiunto l'impianto e la conformazione definitiva solo nel 1751 su progetto di Giuseppe Astarita.
La pianta è mistilinea; l'interno, di forma circolare, possiede una navata con cappelle laterali. Alla zona absidale, con un altare posto su un livello più alto rispetto alla norma, vi si accede grazie allo splendido scalone a doppia rampa. Il vano che un tempo ospitava il coro è oggi adibito a sacrestia.
Notevole la tavola cinquecentesca posta all'interno della cupola che raffigura la Sacra Famiglia con sant'Anna di Marco Cardisco. Da citare anche i due grandi organi del 1753, realizzati, secondo alcuni documenti, da Nicola e Carlo Mancini. Le cappelle racchiudono dipinti del XVIII secolo, di Francesco Narici (un pittore genovese che operò a Napoli per lungo tempo) e Giovanni Cosenza (un allievo di Francesco De Mura).